# SFB/Transregio 285 „Methodenentwicklung zur mechanischen Fügbarkeit in wandlungsfähigen Prozessketten“
Der SFB/Transregio 285 „Methodenentwicklung zur mechanischen Fügbarkeit in wandlungsfähigen Prozessketten“ (TRR 285) ist ein Sonderforschungsbereich, der seit 2019 von der Deutschen Forschungsgemeinschaft (DFG) gefördert wird. Es handelt sich um einen interdisziplinären Forschungsverbund zwischen der Universität Paderborn (UPB), der Technischen Universität Dresden (TUD) und der Friedrich-Alexander-Universität Erlangen-Nürnberg (FAU).
Im TRR 285 werden wissenschaftliche Methoden zur Verbesserung der Wandlungsfähigkeit im Bereich mechanischer Fügeverbindungen entwickelt. Dadurch soll die Fügbarkeit von Bauteilen in Multi-Material-Systemen auch bei veränderten Randbedingungen gewährleistet werden, was besonders in der Automobil- und Luftfahrtindustrie sowie im Maschinenbau von Bedeutung ist. Die Forschung konzentriert sich dabei auf Methoden, die es ermöglichen, mechanische Fügeverbindungen effizienter und flexibler zu gestalten, um den Herausforderungen einer zunehmenden Variantenvielfalt und sich ändernder Produktionsbedingungen gerecht zu werden.

## Zielsetzung und Leitideen
Konstruktionen aus einzelnen Bauteilen werden in der Produktion zu mehr oder weniger komplexen Strukturen mit zahlreichen Verbindungsstellen gefügt, z. B. im Fahrzeugbau, im Maschinen- und Anlagenbau oder in der Medizin- und Haushaltsgerätetechnik. Große industrielle Bedeutung hat hierbei die mechanische Fügetechnik, welche Bauteile durch Umformung der Fügepartner (z. B. Durchzetzfügen) oder durch das Einbringen zusätzlicher Hilfsfügeelemente (z. B. Halbhohlstanznieten) dauerhaft miteinander verbindet. Um die zunehmende Variantenvielfalt von Produkten durch unterschiedliche Werkstoffe und Bauweisen effizient in einer Prozesskette realisieren zu können, ist die Wandlungsfähigkeit der eingesetzten Fügetechnik erforderlich. Eine wandlungsfähige Fügetechnik ermöglicht zielgerichtete Änderungen an dem Halbzeug, der Fügestelle, dem Bauteil oder dem Fügeverfahren, die das ursprünglich geplante Ausmaß übersteigen, dabei die Fügbarkeit aber weiterhin gewährleisten.
Ziel des TRR 285 ist es, flexible und übertragbare Auslegungsmethoden für mechanisch gefügte Verbindungen zu schaffen, die sich schnell an unterschiedliche Fügerandbedingungen und Störgrößen anpassen können. Die Forschungsarbeiten konzentrieren sich auf die Wechselwirkungen zwischen vorausgegangenen Fertigungsschritten und der Belastbarkeit von Fügestellen, mit besonderem Augenmerk auf Prozesse und Werkstoffe. Gestützt auf experimentelle Analysen werden durchgängige numerische Simulationswerkzeuge für das Design, den Herstellungsprozess und das Betriebsverhalten der Fügestellen entwickelt. Langfristig soll dies zu einer Sicherstellung der mechanischen Fügbarkeit für verschiedenste Anforderungsprofile in wandlungsfähigen Prozessketten führen, ohne dass aufwendige Rüstprozesse oder physische Absicherungsuntersuchungen erforderlich sind.

## Wichtige Forschungsbereiche
Um Wandlungsfähigkeit zu erreichen, werden wissenschaftliche Methoden im Wirkungskreis der drei Bereiche Werkstoff (Fügeeignung), Konstruktion (Fügesicherheit) und Fertigung (Fügemöglichkeit) erforscht. Die Vernetzung der Teilprojekte erfolgt über sechs im Verbundprojekt eingerichtete Arbeitskreise.

### Projektbereich A: Fügeeignung
Im Projektbereich A steht die Untersuchung der Materialeigenschaften und deren Einfluss auf die Fügbarkeit im Fokus. Die Teilprojekte widmen sich dabei folgenden Schwerpunkten:
- A01 – Methodenentwicklung für die Fügbarkeitsprognose (Prof. Meschut, UPB)
- A02 – Gradierte, mechanisch fügbare Aluminiumgussteile (Prof. Schaper, UPB)
- A03 – Berechnung und Bewertung prozessinduzierter Werkstoffstrukturphänomene in FKV-Metall-Verbindungen (Prof. Gude, TUD)
- A04 – Modellierung der Fügbarkeit als Funktion des Bindemechanismus (Prof. Füssel, Prof. Schmale, TUD)
- A05 – Schädigungsmodellierung für die Simulation mechanischer Fügeprozesse (Prof. Steinmann, Prof. Mergheim, FAU)

### Projektbereich B: Fügesicherheit
Projektbereich B widmet sich der Analyse der Belastbarkeit von Fügestellen sowie der Entwicklung von Prognosemodellen in den Teilprojekten:
- B01 – Methodenentwicklung zur Auslegung von Bauteil und Fügestelle (Prof. Brosius, TUD; Prof. Tröster, UPB)
- B02 – Zuverlässigkeit gefügter Verbindungen unter zyklischer Beanspruchung und unter korrosiver Beanspruchung (Prof. Zimmermann, TUD)
- B03 – Korrosionsmodellierung zur Bewertung mechanisch gefügter Bauteile (Prof. Wallmersperger, TUD)
- B04 – Risswachstum in gefügten Strukturen (Dr. Schramm, UPB)
- B05 – Konstruktive Auslegung wandlungsfähiger Fügeverbindungen (Prof. Wartzack, FAU)

### Projektbereich C: Fügemöglichkeit
Forschungsgegenstand im Projektbereich C sind neue Fügeverfahren und -technologien, die eine flexible Anpassung an verschiedene Anforderungen ermöglichen. Folgende Teilprojekte sind hier tätig:
- C01 – Hilfsfügeteilfreies Fügen (Prof. Merklein, Prof. Drummer, FAU)
- C02 – Wandlungsfähiges Fügen mit Hilfsfügeteil (Prof. Meschut, UPB; Dr. Lechner, FAU)
- C03 – Fügen mit adaptiven Reibelementen (Prof. Homberg, UPB)
- C04 – Lokale und integrale in situ-Analyse prozess- und betriebsbedingter Schädigungseffekte von Fügeverbindungen (Prof. Brosius, Dr. Kupfer, TUD)
- C05 – Metrologie für Fügeprozesse und -verbindungen (Prof. Hausotte, FAU)